# 福島県立塙工業高等学校
福島県立塙工業高等学校（ふくしまけんりつ はなわこうぎょうこうとうがっこう）は、かつて福島県東白川郡塙町に所在した県立高等学校。

## 概要
塙町立塙中学校との連携型中高一貫教育を実施されている。
2020年現在、電子科は男子生徒も女子生徒も在籍しており、機械科は男子生徒のみ在籍している。

## 設置学科
- 全日制課程
  - 機械科
  - 電子科
  - 電気科

## 沿革
- 1948年4月 - 福島県立東白川農業高等学校塙分校として設立。
- 1948年7月 - 福島県立塙高等学校として分離独立。
- 1970年4月 - 福島県立塙工業高等学校に校名改称
- 2023年 - 白河実業高校と統合し、閉校。

## 進路概況
SMC
日立オートモティブシステムズハイキャスト
診療化成

## 部活動
- 運動部

野球部、サッカー部、ソフトテニス部、柔道部、剣道部、空手部、卓球部、バスケットボール部 　 　 
- 文化部

電機部、吹奏楽部、華道部、茶道部、和太鼓部

## 交通
- JR水郡線磐城塙駅下車。

## 著名な出身者・関係者

### 教職員
- 百井盛 - 初代校長、2013年7月23日から2015年7月5日までの日本国内最高齢男性[3]。